# جيم جينينغز (لاعب كرة قدم أمريكية)
جيم جينينغز (بالإنجليزية: Jim Jennings)‏ هو لاعب كرة قدم أمريكية أمريكي، ولد في 1933.